# 埃塞俄比亚过渡政府
埃塞俄比亚过渡政府（羅馬化：ye-Ītyōṗṗyā Yašegeger Mangeśt）是1991年—1995年埃塞俄比亚的临时政府。1991年5月28日，霍查派领导的埃塞俄比亚人民革命民主阵线武装攻克首都亚的斯亚贝巴，推翻门格斯图·海尔·马里亚姆领导的埃塞俄比亚人民民主共和国政权，成立埃塞俄比亚过渡政府，梅莱斯·泽纳维任临时总统，塔米拉特·莱内任临时总理。1993年5月24日，厄立特里亚脱离埃塞俄比亚独立。1995年8月21日，埃塞俄比亚新宪法生效，定国名为“埃塞俄比亚联邦民主共和国”，实行联邦制；同时，埃塞俄比亚过渡政府解散，过渡期结束。